# George Bovell
George Richard Lycott Bovell, född 18 juli 1983, är en trinidadisk simmare. Han har tävlat vid de olympiska spelen fem gånger och har ett brons på 200 meter medley från Aten 2004.

## Karriär
Bovell tävlade i tre grenar för Trinidad och Tobago vid olympiska sommarspelen 2000 i Sydney. Han blev utslagen i försöksheatet på 100 meter frisim samt på 200 och 400 meter medley. Vid olympiska sommarspelen 2004 i Aten hade Bovell kvalificerat sig för fyra grenar och den mest lyckade var 200 meter medley, där han tog brons. Bovell tog sig även till semifinal på 100 och 200 meter frisim samt var kvalificerad för 50 meter frisim, där han dock inte kom till start.
Vid olympiska sommarspelen 2008 i Peking tävlade Bovell i två grenar. Han tog sig till semifinal på 50 meter frisim och blev utslagen i försöksheatet på 100 meter frisim. Vid olympiska sommarspelen 2012 i London hade Bovell kvalificerat sig för tre grenar, där hans bästa placering blev en 7:e plats på 50 meter frisim. Bovell blev även utslagen i försöksheatet på 100 meter ryggsim samt kom aldrig till start på 100 meter frisim som han hade kvalificerat sig för.
Vid olympiska sommarspelen 2016 i Rio de Janeiro tävlade Bovell på 50 meter frisim, där han blev utslagen i försöksheatet.